# Palestine Jewish Colonization Association

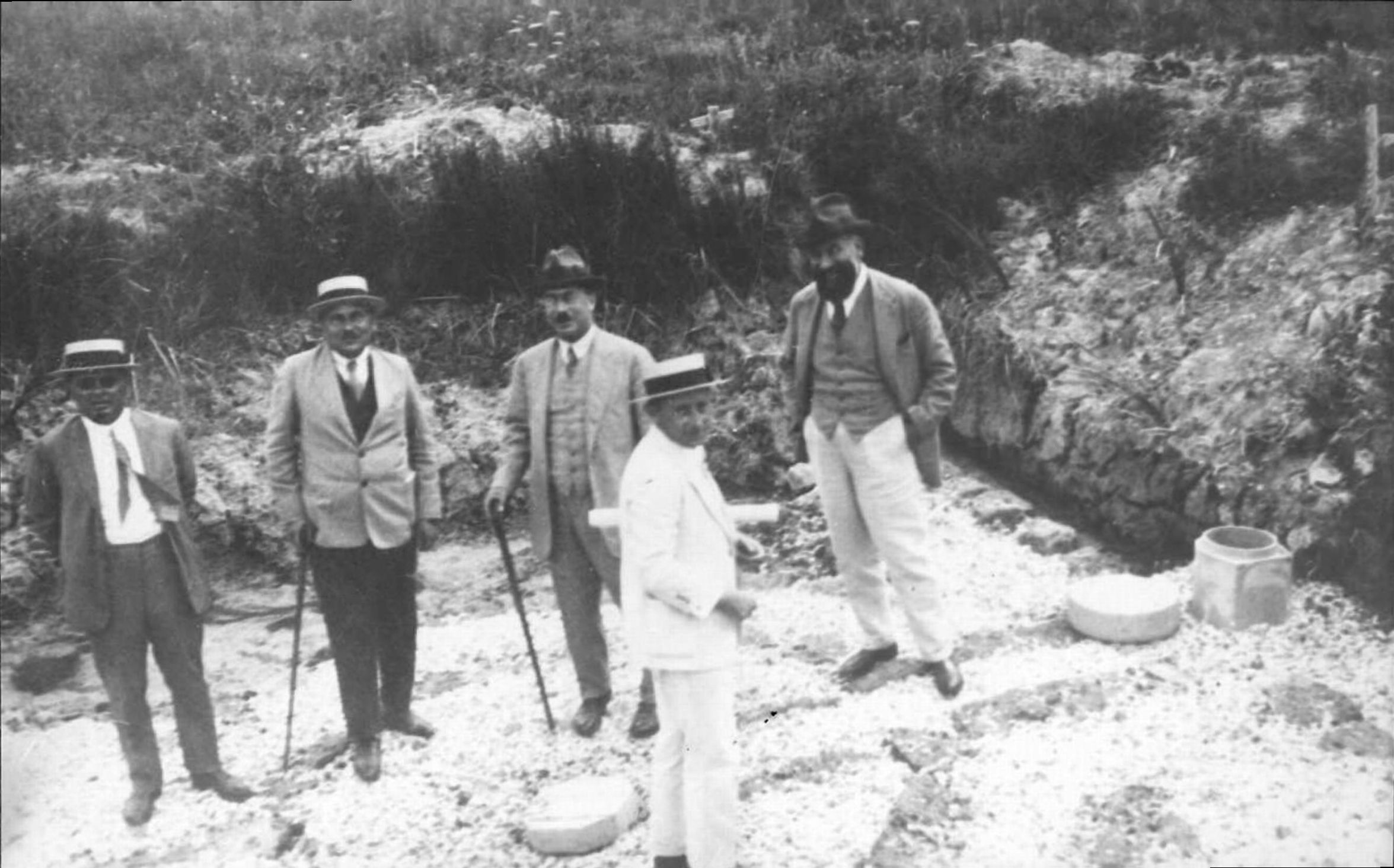
Männer der PICA in den Kabarah-Sümpfen in den 1920er Jahren. Von rechts nach links: Joel (Jules) Rosenhak, CEO; Shmuel Goldman, Ingenieur; Zvi Henry Frank, Direktor; Moshe Ginzburg, General-Schatzmeister; und Amram Hazanov, Agronom

Die Palestine Jewish Colonization Association (hebräisch חברה להתיישבות יהודית בארץ־ישראל), allgemein bekannt unter ihrem jiddischen Akronym PICA (hebräisch פיק"א), wurde 1924 gegründet. Sie spielte eine bedeutende Rolle beim Kauf von Land und dem Aufbau jüdischer Siedlungen in Palästina und später im Staat Israel, bis die Vereinigung 1957 aufgelöst wurde.

## Gründung
Die Jewish Colonization Association (JCA oder ICA) wurde 1891 vom bayerischen Philanthropen Baron Maurice de Hirsch gegründet, um Juden aus Russland und Rumänien bei der Ansiedlung in Argentinien zu unterstützen. Baron de Hirsch starb 1896 und danach begann die JCA auch, die jüdische Besiedlung in Palästina zu unterstützen. Am Ende des Jahres 1899 übertrug Edmond James de Rothschild den Titel seiner Kolonien in Palästina sowie fünfzehn Millionen Francs an die JCA. Im Jahr 1924 wurde der Zweig der JCA, der sich mit Kolonien in Palästina befasste, von Baron de Rothschild als Palestine Jewish Colonization Association, reorganisiert und stand unter der Leitung seines Sohnes James Armand de Rothschild.

## Arbeit
Laut der Encyclopaedia Judaica hat die PICA die Gründung und Unterstützung jüdischer Siedlungen in den Moshavot Pardes Ḥannah und Binyaminah sowie in Moshavim wie Naḥalat Jabotinsky, Bet Ḥananyah, Shadmot Devorah und Sedeh Eli’ezer gefördert. Sie unterstützte auch Kibbutzim wie Ashdot Ya'akov, Ma'yan Ẓevi und Kefar Glickson. Die Organisation war ebenfalls in Projekte zur Entwässerung von Sümpfen, zum Beispiel in Kabarah im Jahr 1925, in die Aufforstung in Ḥaderah, die Stabilisierung von Sanddünen und die Förderung von landwirtschaftlicher Forschung und Modernisierung involviert. Darüber hinaus leistete sie finanzielle Unterstützung für kulturelle Einrichtungen wie die Hebräische Universität und das Technion und entwickelte die industriellen Unternehmungen weiter, die von Baron de Rothschild ins Leben gerufen wurden, wobei stets versucht wurde, die Industriebemühungen mit der Landwirtschaft oder dem Land in Verbindung zu setzen.
Nach den Unruhen in Palästina 1929 half die PICA dabei, landwirtschaftliche Siedlungen zu rehabilitieren, die beschädigt worden waren.
Zwischen 1895 und 1899 wurde der erste große Wald Palästinas von der Rothschild Development Agency und der PICA in Hadera angelegt, ursprünglich zur Trockenlegung von Sümpfen. Die Entwickler importierten 250.000 Eukalyptussamen aus Algerien, wo französische Siedler bereits große Eukalyptuswälder angelegt hatten. In den 1920er Jahren wurden die zuvor dominierenden Eukalyptusbäume durch widerstandsfähige und schnell wachsende Kiefern ersetzt, die der Landschaft einen deutlich europäischen Charakter verliehen. PICA setzte seine Aufforstungsprojekte fort und pflanzte Wälder auf seinen Ländereien. Von den 80.000 Dunam, die während des britischen Mandats aufgeforstet wurden, wurden etwa 12.000 Dunam von PICA angelegt.

## Auflösung
James de Rothschild, der 1957 starb, verfügte in seinem Testament, dass die PICA den größten Teil ihres Landes in Israel an den Jüdischen Nationalfonds übertragen soll. Am 31. Dezember 1958 stimmte die PICA zu, ihr Recht an Grundbesitz in Syrien und Libanon an den Staat Israel zu übertragen.